# Pascal Soriot
Pascal Soriot est un homme d'affaires français né le 23 mai 1959[Où ?]. Il est le président-directeur général du groupe pharmaceutique suédo-britannique AstraZeneca depuis 2012.

## Biographie

### Jeunesse et études
Élève à l'École nationale vétérinaire d'Alfort, il devient docteur vétérinaire en 1984, puis il étudie à l'École des hautes études commerciales de Paris où il obtient un MBA en 1986,.

### Carrière
Vivant en Australie, il rejoint le laboratoire pharmaceutique français Roussel Uclaf, qui est absorbé à plusieurs reprises, en dernier lieu en 2004 pour devenir Sanofi-Aventis. 
Ayant quitté Sanofi, il rejoint l'entreprise pharmaceutique suisse Roche en 2006. De 2009 à 2010, il est président-directeur général de Genentech, une société déjà contrôlée par Roche depuis 1990 puis rachetée en totalité en 2009 après une OPA hostile pour 47 milliards de dollars. Il mène avec succès la fusion de Genentech avec Roche, puis devient directeur de l'exploitation de Roche en 2010. 
Il est nommé président-directeur général du groupe pharmaceutique suédo-britannique AstraZeneca à la suite du vote de son conseil d'administration le 28 août 2012 : il prend ses fonctions le 1er octobre 2012. En 2014, il parvient à déjouer une offre publique d'achat hostile émanant de la société pharmaceutique américaine Pfizer, connue pour les nombreuses fusions qu'elle a organisées contre ses concurrents.
En 2024, AstraZeneca est la deuxième plus grande société cotée en bourse au Royaume-Uni, avec une capitalisation boursière de plus de 170 milliards de livres sterling. Sir Pascal Soriot, est le patron le mieux payé parmi les sociétés du FTSE 100, avec un bénéfice proche de 19 millions de livres sterling.

### Vie privée
Lorsqu'il est affecté au Japon, son épouse repart à Sydney avec les enfants en 1997. Ses enfants font ensuite le choix d'y vivre de façon permanente. Pascal Soriot y retourne souvent et a ainsi reçu la nationalité australienne.
Il est membre du Club Dolder, forum privé regroupant différents acteurs de l'industrie pharmaceutiques et dont les réunions sont tenues secrètes.

## Annexe